# Plaek Pibulsonggram
Fältmarskalk Plaek Pibulsonggram (Thai: แปลก พิบูลสงคราม), född 14 juli 1887, död 11 juni 1964, var premiärminister (1938-1944, 1948-1957) och militärdiktator i Thailand. Han var en av ledarna av revolutionen i Siam. Efter den japanska invasionen av Thailand stödde han Japan under andra världskriget och stillahavskriget.